# 騎官八
豺狼座π，又名CD-46 9773，HD 133242、SAO 225426、HR 5605，是豺狼座的一颗恒星，视星等为4.72，位于銀經325.33，銀緯9.93，其B1900.0坐标为赤經14h 58m 18.4s，赤緯-46° 9.93′ 35″。